# Lloyd LaBeach
Lloyd LaBeach (Lloyd Barrington LaBeach; * 28. Juni 1922 in Panama-Stadt; † 19. Februar 1999 in New York City) war ein panamaischer Sprinter, der bei den Olympischen Spielen 1948 in London zwei Bronzemedaillen gewann. Er war damit der erste und bis Irving Saladino 2008 auch der einzige Olympiamedaillen-Gewinner seines Landes.

## Familie und Karriere
Lloyd LaBeach war der Sohn von Einwanderern aus Jamaika, Samuel und Julia LaBeach, die im Umfeld des Baus des Panamakanals ins Land kamen. Da das Taxiunternehmen von Lloyds Vater Erfolg hatte, ging die Familie wieder zurück nach Jamaika, um dort ein zweites Unternehmen zu gründen. Dort am Kingston Gaindstead Tutorial College zeigte Lloyd unter Trainer Carlos Belisario erste vielversprechende Ergebnisse. 1946 erhielt er ein Stipendium für die University of Wisconsin, doch wechselte er wegen des kalten Wetters dort zur UCLA in Los Angeles. Bei den Zentralamerika- und Karibikspielen 1946 in Barranquilla gewann Lloyd LaBeach den Weitsprung mit 6,96 m und holte den 2. Platz über 200 m. Außerdem gewann er mit der Staffel Panamas den Wettbewerb über 4 × 100 m. Während der Vorbereitung auf die Olympischen Spiele 1948 mit Trainer Elvin Drake verbesserte er in Compton den seit 1935 von Jesse Owens gehaltenen Weltrekord im 200-Meter-Lauf auf 20,2 Sekunden. Nur etwa drei Wochen vorher hatte er ein Rennen gegen seinen amerikanischen Konkurrenten Mel Patton knapp verloren, in dem dieser den Weltrekord über 100 yards auf 9,3 Sekunden verbesserte.
Beim olympischen 100-Meter-Lauf kam er mit 10,6 Sekunden (hinter den US-Amerikanern Harrison Dillard und Barney Ewell mit 10,3 bzw. 10,4 Sekunden) zeitgleich mit dem Briten Alastair McCorquodale ins Ziel. Nach Auswertung des Zielfotos wurde McCorquodales Zeit auf 10,7 Sekunden festgesetzt und LaBeach erhielt die Bronzemedaille. Im 200-Meter-Lauf erreichte er mit 21,2 Sekunden (hinter den US-Amerikanern Patton und Ewell, beide 21,1 Sekunden) das Ziel und gewann erneut Bronze.
Nach seiner Rückkehr wurde Lloyd LaBeach der Orden Vasco Núñez de Balboa verliehen, der höchste Orden Panamas. 1950 nahm er wieder an den Zentralamerika- und Karibikspielen in Guatemala teil und gewann jeweils die Bronzemedaille über 100 m, 200 m und mit der 4 × 100-Meter-Staffel Panamas. 1951 lief LaBeach bei einem Wettbewerb in Guayaquil die 100 m in 10,1 Sekunden, was Weltrekord bedeutet hätte, aber der Internationale Leichtathletikverband erkannte die Leistung nicht an.
1957 erklärte er seinen Rücktritt vom Wettkampfsport und übersiedelte nach Lagos, wo er eine Import-Export-Firma für Agrarprodukte gründete. Er starb am 19. Februar 1999 in New York.